# ويليس هولي
ويليس هولي هو مسؤول وسياسي أمريكي، ولد في 4 يوليو 1854 في ستامفورد في الولايات المتحدة، وتوفي في 4 أغسطس 1931 في Hotel Chelsea ‏ في الولايات المتحدة. نشط حزبياً في الحزب الديمقراطي.